# Metallotioneina

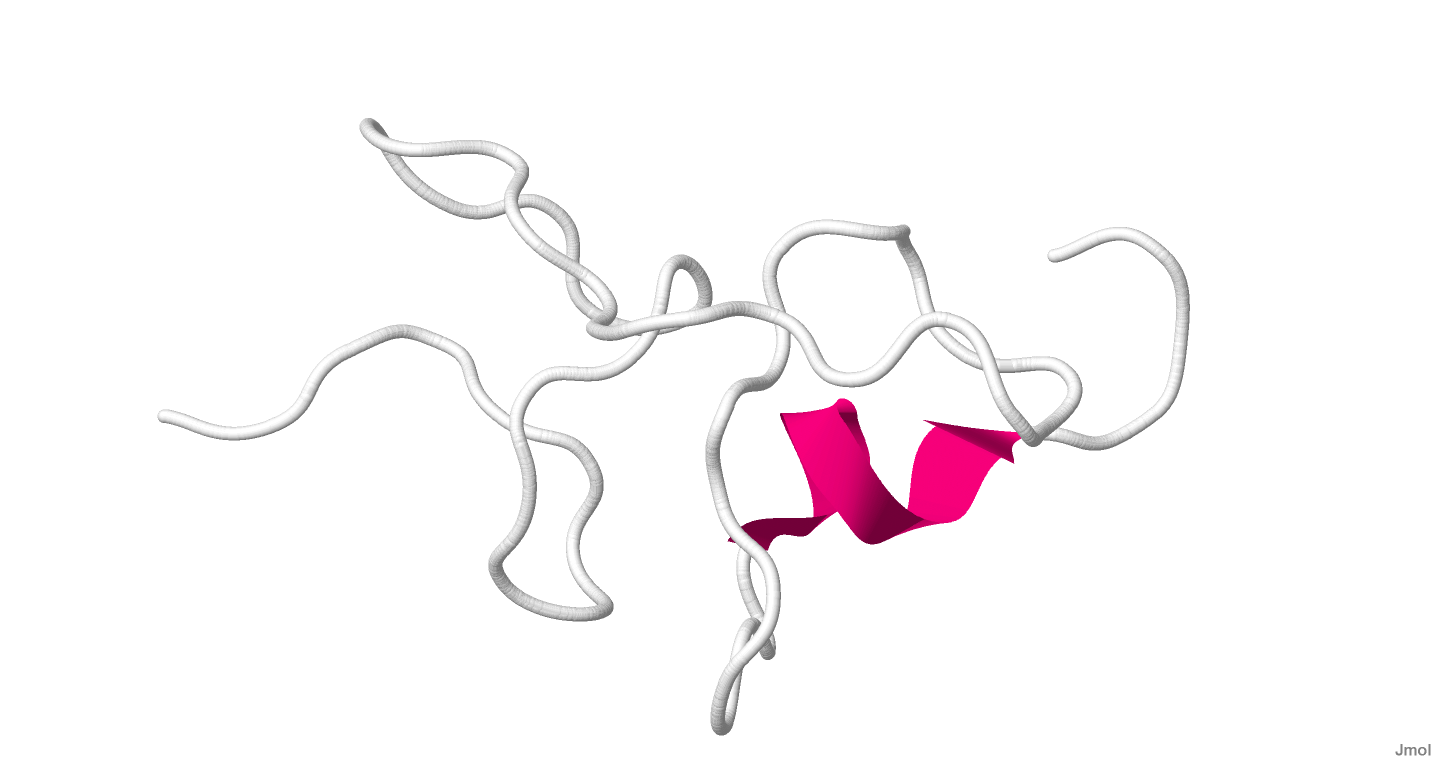
Struttura tridimensionale del beta-E-dominio della Metallotioneina del grano

Le metallotioneine costituiscono una famiglia ubiquitaria di proteine a basso peso molecolare (da 500 a 14.000 Da), localizzate nell'apparato del Golgi, caratterizzate da un ricco contenuto in cisteina e da un'alta affinità per i metalli pesanti.

## Generalità
Le metallotioneine (MT) furono scoperte nel 1957 da Margoshe e Vallee nel corso della purificazione di una proteina legante il cadmio estratta dalla corticale del rene del cavallo. La loro funzione non è del tutto nota, ma i dati sperimentali suggeriscono che le metallotioneine siano coinvolte nella regolazione dei metalli essenziali (zinco e rame) e svolgano un ruolo di protezione contro la tossicità dei metalli pesanti e contro lo stress ossidativo. Negli esseri umani vi sono quattro principali classi isoenzimi sintetizzati principalmente nel fegato e reni: MT1 (sottotipi: A, B, E, F, G, H, L, M, X), MT2, MT3 ed MT4. La loro produzione dipende dalla disponibilità di elementi essenziali, quali zinco, rame e selenio, e dalla disponibilità degli aminoacidi istidina e cisteina.
Si è visto, specialmente in piante, che le metallotioneine sono tessuto-dipendenti, ovvero si esprimono diversamente (tanto in forma come in quantità) a seconda del tessuto dove sono prodotte. Un esempio sono le fitometallotioneine di tipo IV che si esprimono quasi totalitariamente nei tessuti embrionari delle piante.
Nel 2024 è stato scoperto che soggetti con mutazioni che comportano una maggiore produzione di metallotioneina antiossidante da parte degli astrociti presentano un'assenza di sintomi se colpiti dalla malattia di Alzheimer : questa scoperta potrebbe portare in futuro a farmaci per questa malattia.

## Struttura e classificazione
Le metallotioneine sono presenti in una vasta gamma di esseri viventi: Procarioti, Protozoi, Piante,  Lieviti, Invertebrati e Vertebrati fra cui l'uomo. A causa dell'ampio spettro tassonomico, le sequenze aminoacidiche sono poco omogenee fra un phylum e l'altro per quanto riguarda il peso molecolare, il numero e la distribuzione dei residui di cisteina; sono invece relativamente omogenee all'interno dello stesso phylum (per esempio i vertebrati).
Le metallotioneine sono  suddivise convenzionalmente in 3 classi in base alla distribuzione tassonomica:
- alla I classe appartengono le metallotioneine con struttura primaria simile a quelle dei mammiferi;
- alla II classe le metallotioneine prive di omologia con le metallotioneine dei mammiferi;
- alla III classe le fitochelatine, i polipeptidi delle piante analoghi delle metallotioneine